# Chester Conklin
Chester Conklin est un acteur américain, né le 11 janvier 1886 à Oskaloosa, Iowa (États-Unis), mort le 11 octobre 1971 à Van Nuys (États-Unis).

## Filmographie

### Années 1910
- 1913 : Cupid in a Dental Parlor
- 1913 : Hubby's Job
- 1913 : Baffles
- 1913 : The Rival Pitchers
- 1914 : The Under-Sheriff
- 1914 : Double Crossed
- 1914 : Pour gagner sa vie : Policier / Bum
- 1914 : L'Étrange Aventure de Mabel (Mabel's Strange Predicament) : Mari
- 1914 : Charlot et le Parapluie (Between Showers) : Policier
- 1914 : Charlot danseur (Tango Tangles), de Mack Sennett : Danseur costumé
- 1914 : Mabel au volant (Mabel at the Wheel) : Père de Mabel
- 1914 : Charlot et le Chronomètre (Twenty Minutes of Love) : Pickpocket
- 1914 : Charlot garçon de café (Caught in a Cabaret) : Serveur
- 1914 : Finnegan's Bomb
- 1914 : A Fatal Flirtation
- 1914 : Charlot et les Saucisses (Mabel's Busy Day) : Sergent de Police
- 1914 : Le Nouveau prétendant de Mabel (en) (Mabel's New Job)
- 1914 : Le Rival de Fatty (en) (Those Happy Days) de Roscoe Arbuckle et Edward Dillon
- 1914 : Charlot garçon de théâtre (The Property Man), de Charlie Chaplin : Spectateur
- 1914 : A New York Girl
- 1914 : Charlot artiste peintre (The Face on the Bar Room Floor) : Buveur
- 1914 : Le Cuisinier est amoureux (Such a Cook)
- 1914 : Charlot grande coquette (The Masquerader), de Charlie Chaplin : Acteur
- 1914 : Hello, Mabel de Mabel Normand : Businessman
- 1914 : Charlot rival d'amour (Those Love Pangs), de Charlie Chaplin : Rival
- 1914 : The Angels
- 1914 : Dough and Dynamite : Serveur
- 1914 : Charlot et Mabel aux courses (Gentlemen of Nerve) : Mr. Walrus
- 1914 : Curses! They Remarked
- 1914 : His Talented Wife
- 1914 : How Heroes Are Made
- 1914 : A Colored Girl's Love de Mack Sennett
- 1914 : Le Roman comique de Charlot et Lolotte (Tillie's Punctured Romance), de Mack Sennett : Mr. Whoozis et serveur au restaurant
- 1914 : The Noise of Bombs
- 1914 : His Taking Ways
- 1914 : His Halted Career
- 1914 : Love and Dynamite
- 1914 : Hogan's Annual Spree
- 1914 : Wild West Love
- 1914 : His Second Childhood
- 1915 : Saved by the Wireless
- 1915 : Hash House Mashers
- 1915 : Droppington's Family Tree : Droppington
- 1915 : A Hash House Fraud
- 1915 : Dream
- 1915 : Hushing the Scandal
- 1915 : Rum and Wall Paper
- 1915 : Amour, Vitesse et Fanfreluches (Love, Speed and Thrills) de Mack Sennett : Mr. Walrus
- 1915 : Caught in a Park
- 1915 : A Bird's a Bird de  Walter Wright : Mr. Walrus
- 1915 : The Home Breakers
- 1915 : Hearts and Planets
- 1915 : Ambrose's Sour Grapes : Walrus
- 1915 : A One Night Stand
- 1915 : Ambrose's Fury
- 1915 : Gussle Rivals Jonah
- 1915 : Droppington's Devilish Deed : Droppington
- 1915 : Do-Re-Mi-Fa
- 1915 : Crossed Love and Swords
- 1915 : The Cannon Ball
- 1915 : When Ambrose Dared Walrus : Walrus
- 1915 : The Battle of Ambrose and Walrus : Walrus
- 1915 : The Best of Enemies
- 1915 : Fatty au théâtre (Fatty and the Broadway Stars)
- 1915 : Dizzy Heights and Daring Hearts : Mr. Walrus
- 1916 : Cinders of Love
- 1916 : Bucking Society
- 1916 : His First False Step
- 1916 : She Was Some Vampire
- 1916 : A Tugboat Romeo
- 1916 : Beans and Bullets
- 1916 : The Love Thief : Rôle indéterminé
- 1916 : A Tale of a Turk
- 1917 : The Pawnbroker's Heart
- 1917 : Dodging His Dream
- 1917 : Dodging His Doom
- 1917 : The Betrayal of Maggie
- 1917 : His Bomb Policy
- 1917 : Cactus Nell
- 1917 : Un automate très autonome (A Clever Dummy) de Herman C. Raymaker, Ferris Hartman et Robert P. Kerr : Un homme espiècle
- 1917 : The Pullman Bride
- 1917 : Casimir et la Formule secrète (An International Sneak) de Hampton Del Ruth et Fred C. Fishback
- 1918 : His Hidden Purpose

- 1918 : It Pays to Exercise
- 1918 : His Smothered Love
- 1918 : Ladies First
- 1918 : La Case de l'oncle Tom (Uncle Tom's Cabin) de J. Searle Dawley
- 1918 : Beware of Boarders
- 1918 : Her First Mistake
- 1918 : The Village Chestnut : Professeur d'école
- 1919 : The Foolish Age
- 1919 : Yankee Doodle in Berlin
- 1919 : The Village Smithy
- 1919 : The Little Widow
- 1919 : When Love Is Blind
- 1919 : Love's False Faces
- 1919 : Sleuths
- 1919 : Uncle Tom Without a Cabin

### Années 1920
- 1920 : Chicken à la Cabaret
- 1920 : Dangerous Eyes
- 1920 : His Private Wife
- 1920 : Fresh from the City
- 1920 : You Wouldn't Believe It
- 1920 : The Great Nickel Robbery
- 1920 : Her Private Husband
- 1921 : Skirts
- 1921 : She Sighed by the Seaside
- 1921 : The Love Egg
- 1921 : Country Chickens
- 1921 : A Rural Cinderella
- 1922 : False Alarm
- 1922 : The Fresh Heir
- 1923 : Un nouveau Napoléon (Tea: With a Kick!) de Erle C. Kenton : Jiggs, conducteur de taxi
- 1923 : Desire de Rowland V. Lee : Oland Young
- 1923 : The Elite of Hollywood
- 1923 : Anna Christie : Tommy
- 1923 : The Sheik of Hollywood
- 1924 : Battling Bunyan : Un étranger
- 1924 : The Cream of Hollywood
- 1924 : The Bishop of Hollywood
- 1924 : North of Nevada (en) d'Albert S. Rogell : Lem Williams
- 1924 : The Galloping Fish : Jonah
- 1924 : À travers la tempête (The Fire Patrol) de Hunt Stromberg  : Pompier
- 1924 : Another Man's Wife : Rumrunner
- 1924 : Les Rapaces (Greed) d'Erich von Stroheim : 'Popper' Sieppe
- 1925 : One Year to Live : Froquin
- 1925 : Le Sorcier d'Oz (Wizard of Oz) de Larry Semon : Petit rôle
- 1925 : My Neighbor's Wife : Cameraman
- 1925 : Under the Rouge : M.. Fleck
- 1925 : Where Was I? : Elmer
- 1925 : Le Fantôme de l'Opéra (The Phantom of the Opera) de Rupert Julian : Orderly
- 1925 : Lame Brains
- 1925 : The Winding Stair : Onery
- 1925 : The Great Jewel Robbery (en) de John Ince : Cootie Joe
- 1925 : The Masked Bride (en) de Christy Cabanne : Sommelier
- 1925 : La Comtesse Voranine (A Woman of the World) : Sam Poore
- 1925 : Pleasure Buyers de Chester Withey : Burke
- 1925 : The Great Love : Perkins
- 1926 : Behind the Front d'A. Edward Sutherland : Scottie
- 1926 : Son fils avait raison (Fascinating Youth) : Guest
- 1926 : Au suivant de ces messieurs (A Social Celebrity) de Malcolm St Clair : Johann Haber
- 1926 : La Femme sauvage (The Wilderness Woman) de Howard Higgin : Kadiak MacLean
- 1926 : Say It Again : Prince Otto V
- 1926 : La Duchesse de Buffalo (The Duchess of Buffalo) de Sidney Franklin : Gérant de l'hôtel
- 1926 : Incident in an Alley (en)Le Neurasthénique (en) (The Nervous Wreck) de Scott Sidney : Mort
- 1926 : Midnight Lovers : Moriarity
- 1926 : Sultane (The Lady of the Harem) : Ali
- 1926 : We're in the Navy Now : Capt. Smithers
- 1927 : McFadden's Flats : Jock McTavish
- 1927 : A Kiss in a Taxi (en) de Clarence G. Badger : Maraval
- 1927 : La Danseuse de minuit (Cabaret) : Jerry Trask
- 1927 : Rubber Heels : Tennyson Hawks
- 1927 : Tell It to Sweeney : Luke Beamish

- 1927 : Le Don Juan du cirque (Two Flaming Youths) : Sheriff Ben Holden
- 1928 : Gentlemen Prefer Blondes : Juge
- 1928 : Tillie's Punctured Romance : Directeur du cirque
- 1928 : A Horseman of the Plains
- 1928 : A Trick of Hearts
- 1928 : The Big Noise : John Sloval
- 1928 : Ce bon monsieur Hunter (Fools for Luck) : Samuel Hunter
- 1928 : Beau Broadway
- 1928 : Tel père, tel fils (Varsity) de Frank Tuttle : Pop Conlan
- 1928 : The Haunted House : M.. Rackham
- 1928 : Taxi 13 : Angus Mactavish
- 1929 : Marquis Preferred
- 1929 : Sunset Pass : Windy
- 1929 : House of Horror : Chester
- 1929 : Le Studio tragique (The Studio Murder Mystery) : George (Studio Gateman)
- 1929 : Stairs of Sand : Tim
- 1929 : Chimères (Fast Company) : C. of C. President
- 1929 : Le Cavalier de Virginie (The Virginian) de Victor Fleming : Oncle 'Pa' Hughey
- 1929 : The Show of Shows de John G. Adolfi

### Années 1930
- 1930 : The Master Sweeper
- 1930 : Swing High : Sheriff
- 1930 : The Love Trader (en) : Nelson
- 1930 : Cleaning Up
- 1931 : The New Yorker
- 1931 : Her Majesty, Love : Emil
- 1932 : Stout Hearts and Willing Hands
- 1933 : Je suis un vagabond (Hallelujah I'm a Bum) : Sunday
- 1935 : Keystone Hotel (en) de Ralph Staub : Mayor Conklin
- 1935 : Symphonie burlesque (The Big Broadcast of 1936) : Sewer Worker
- 1935 : La Fiesta de Santa Barbara, de Louis Lewyn : lui-même
- 1936 : Les Temps modernes (Modern Times), de Charlie Chaplin : Le mécanicien
- 1936 : Preview Murder Mystery : Comedian
- 1936 : Call of the Prairie (en)  de Howard Bretherton : Sheriff Sandy McQueen
- 1937 : Hotel Haywire : O'Shea
- 1937 : Forlorn River (en) de Charles Barton : Sheriff Alec Grundy
- 1937 : Fifi peau de pêche (Every Day's a Holiday ) : Cabby
- 1938 : A Nag in the Bag
- 1938 : Flat Foot Stooges : Le Chef des pompiers Kelly
- 1939 : Mutiny on the Body
- 1939 : Deux Bons Copains (Zenobia), de Gordon Douglas : Un fermier
- 1939 : Sagebrush Serenade : Le cuisinier et propriétaire
- 1939 : The Spellbinder (en) de Jack Hively : Dans la salle d'audience
- 1939 : Hollywood Cavalcade d'Irving Cummings : Sheriff dans le  Western
- 1939 : Teacher's Pest : Zeb Corney
- 1939 : Chip of the Flying U : Joe
- 1939 : Henry Goes Arizona, d'Edwin L. Marin : Le conducteur du bus

### Années 1940
- 1940 : You're Next
- 1940 : Le Dictateur (The Great Dictator), de Charlie Chaplin : un client du coiffeur
- 1940 : Li'l Abner d'Albert S. Rogell : Mayor Gurgle
- 1941 : Dutiful But Dumb : Serveur
- 1941 : Le Défunt récalcitrant (Here Comes M.. Jordan), d'Alexander Hall : Vendeur de journaux
- 1941 : Harmon of Michigan : Gasoline Chuck
- 1941 : One Foot in Heaven, d'Irving Rapper
- 1941 : Jesse James at Bay, de Joseph Kane : Town Drunk
- 1941 : Honolulu Lu : Comédien
- 1941 : Les Voyages de Sullivan (Sullivan's Travels), de Preston Sturges : Vieux clochard
- 1942 : La Vallée du soleil (Valley of the Sun) de George Marshall : Soldat au Hitching Rail
- 1942 : André et les Fantômes (The Remarkable Andrew) : Commerçant
- 1942 : Romance on the Range (en) de Joseph Kane
- 1942 : Sacramento (In Old California)
- 1942 : Sons of the Pioneers (en) de Joseph Kane : Vétéran
- 1942 : College Belles
- 1942 : Ma femme est une sorcière (I Married a Witch), de René Clair
- 1942 : Mrs. Wiggs of the Cabbage Patch (en) de Ralph Murphy
- 1942 : Madame et ses flirts (The Palm Beach Story), de Preston Sturges : Sixième membre du Club
- 1942 : Piano Mooner
- 1943 : His Wedding Scare : Pompier
- 1943 : Sagebrush Law : Propriétaire du cheval
- 1943 : Riders of the Rio Grande (en) : Barfly
- 1943 : Three Little Twirps : Le boucher
- 1943 : So This Is Washington : Inventeur d'une mitrailleuse de poche
- 1943 : Garden of Eatin'
- 1943 : Phony Express : Mr. Higgins
- 1943 : La Musique en folie (Around the World) : Serveur
- 1944 : Miracle au village (The Miracle of Morgan's Creek), de Preston Sturges : Pete
- 1944 : Knickerbocker Holiday
- 1944 : Les Aventures de Mark Twain (The Adventures of Mark Twain) : Juge
- 1944 : Man from Frisco
- 1944 : Goodnight, Sweetheart
- 1944 :  Showboat du Texas (en) (The Yellow Rose of Texas) de Joseph Kane  : Joueur ivre
- 1944 : A Fig Leaf for Eve : Serveur
- 1944 : Héros d'occasion (Hail the Conquering Hero) : Homme de Western Union
- 1944 : The Great Moment : Patient effrayé
- 1944 : Sunday Dinner for a Soldier, de Lloyd Bacon : Photographe
- 1944 : Caravane d'amour (Can't Help Singing) : Petit rôle
- 1945 : A Guy, a Gal and a Pal, d'Oscar Boetticher Jr.
- 1945 : Having Wonderful Crime : Propriétaire du Motel
- 1945 : Micro-Phonies : Pianiste à la soirée
- 1946 : Deux Nigauds vendeurs (Little Giant) : Employé d'hôtel
- 1946 : Smooth as Silk : Portier
- 1946 : Frayeur (Fear) d'Alfred Zeisler : Aiguilleur
- 1946 : The Hoodlum Saint : Cop
- 1946 : She Wrote the Book : Homme au bar
- 1946 : Singin' in the Corn : Conducteur de l'Austin
- 1947 : Schéhérazade (Song of Scheherazade), de Walter Reisch : Marin
- 1947 : Song of the Wasteland : Le geôlier
- 1947 : The Trouble with Women (en) : Comédien
- 1947 : Les Exploits de Pearl White (The Perils of Pauline), de George Marshall
- 1947 : Springtime in the Sierras
- 1947 : Jesse James Rides Again (en) : Roy, le cuisinier
- 1947 : Son of Rusty : Employé de la boulangerie
- 1947 : Merton of the Movies (L'As du cinéma)
- 1948 : The Wreck of the Hesperus (en) d'Elmer Clifton : Valet d'écurie
- 1948 : Les Filles du major (Isn't It Romantic?)
- 1948 : A Pinch in Time
- 1949 : Les Ruelles du malheur (Knock on Any Door) : Coiffeur
- 1949 : The Beautiful Blonde from Bashful Bend : Coursier
- 1949 : Jiggs and Maggie in Jackpot Jitters
- 1949 : My Friend Irma
- 1949 : The Golden Stallion : Vieil homme

### Années 1950
- 1950 : Le Marchand de bonne humeur (The Good Humor Man) : Bush-Cutting Gardener
- 1950 : Joe Palooka in Humphrey Takes a Chance : Prentice
- 1950 : Propre à rien (Fancy Pants) : Guest
- 1950 : Reportage fatal (Shakedown) : Chet, Newspaper Employee
- 1950 : The Milkman de Charles Barton : Man
- 1950 : Tourment (Right Cross) : Haggerty's Waiter
- 1950 : Mon cow-boy adoré (Never a Dull Moment) : Albert
- 1950 : Maman est à la page (Let's Dance) : Watchman
- 1951 : Espionne de mon cœur (My Favorite Spy) de Norman Z. McLeod : Short comic
- 1952 : Happy Go Wacky
- 1952 : Le Fils de visage pâle (Son of Paleface) : Second Bartender
- 1952 : Doc Corkle (série TV) : Grandfather Corkle (1952)
- 1953 : So You Want to Be a Musician
- 1955 : The Beast with a Million Eyes : Ben Webber
- 1955 : La Femme apache (Apache Woman) : Dick Mooney
- 1958 : Trois bébés sur les bras (Rock-a-Bye Baby)
- 1959 : Li'l Abner

### Années 1960
- 1962 : Paradise Alley : Mr. Gregory
- 1966 : Gros Coup à Dodge City (A Big Hand for the Little Lady) de Fielder Cook : Chester